# El Tesoro de Isla Alcachofa
El Tesoro de Isla Alcachofa es un videojuego español del año 2000 desarrollado por Alcachofa Soft. Es el primer videojuego hecho por los desarrolladores bajo su nueva compañía constituida «Alcachofa Soft».

## Producción

### Desarrollo
Alcachofa Soft ha estado presente durante años; el primer juego de los desarrolladores fue Dráscula: El vampiro de 1996, pero, a pesar de haber tenido buenas reseñas, no estuvieron del todo satisfechos con su creación - se esforzaron para que sus proyectos futuros fuesen más ambiciosos e innovadores.
El proceso de crear el juego fue «laborioso y largo». El juego incorporó «humor interactivo», y una inspiración narrativa de Treasure Island. El equipo quiso tener una aventura gráfica 2D, y, para distinguirse de Monkey Island 3 que saldría pronto a la venta, dibujaron a los personajes a mano en lugar de hacerlos por computadora. Alcachofa Soft sugirió que su juego tuviera «uno de los mejores doblajes, por no decir el mejor, en la historia de los videojuegos en español», incluyendo al personaje principal siendo interpretado por el doblador regular de Will Smith y la voz de Fry en Futurama, Iván Muelas. La banda sonora fue grabada en el estudio de Albert Moraleda en Barcelona por un grupo de músicos de la orquesta de la sinfonía de Vallés. Su tecnología fue proporcionada por DirectX, mientras que el diseño contaba con fondos pintados a mano y gráficos de 16 bit. El juego estuvo en desarrollo por más de dos años. La banda sonora incluía la «Canción del Pirata Campeón» compuesta por Emilio de Paz e interpretada por el grupo «Los Inhumanos».

### Lanzamiento
El juego se volvió el primer esfuerzo enteramente independiente de Alcachofa Soft, sin un distribuidor. Meristation sintió que el juego tuvo una oportunidad para cautivar el mercado nacional de aventuras. Los desarrolladores pusieron un mensaje especial pidiéndole a los jugadores que no piratearan el juego. Como parte de su cobertura del juego, CTV distribuyó una sección de partes múltiples titulada «Cómo se hizo El Tesoro de Isla Alcachofa». En el año 2000, Alcachofa Soft distribuyó más de 100.000 unidades tanto de «Isla Alcachofa» como «Mortadelo y Filemón», solo dentro de los territorios españoles. El desarrollador apuntaba al lanzamiento de una segunda versión del título con una resolución de 1024x768 y puzles nuevos.
En 2009, Alcachofa Soft emprendió una nueva estrategia de distribución lanzando «Alcachofa Essentials», que contenía una versión descargable de sus mejores clásicos, como «Mortadelo y Filemón: Una aventura de cine» y «El Tesoro de Isla Alcachofa» con mejoras tales como material «extra» que no había sido publicado.

## Trama y jugabilidad
La trama se centra en un ladronzuelo llamado Jim Guinderslifth, quien se enteró de una expedición que abandonaría Bristol para descubrir un nuevo continente. Pronto se da cuenta de que se encuentran en una búsqueda para encontrar el tesoro perdido del pirata Frink que supuestamente se encuentra en la isla Alcachofa.

## Recepción crítica
En una reseña contemporánea, Meristation sugirió que el juego le agradaría a aquellos que sintieran nostalgia por la jugabilidad y narrativa de The Secret of Monkey Island, agregando que el título fue coherente, balanceado y divertido. En una reseña retrospectiva, Meristation lo consideró competente, pero carente de las cualidades para hacerlo un videojuego de gran valor. En otro artículo, mencionaron que, aunque muchos videojuegos españoles hayan recibido reseñas pobres, este es un juego que fue salvado del criticismo negativo, y lo consideraron «especialmente destacable» dentro del contexto de la producción de Alcachofa Soft. Vandal lo consideró «el más ambicioso». Conversational Adventures Newsletter Number 44 comentó el «sentido del humor loco y los diálogos hilarantes». Historia del software español de entretenimiento sintió que, considerando el presupuesto pequeño del juego, la calidad es «destacable». La Mazmorra Abandon evaluó que el juego fue un «título no muy ambicioso» y sugirió que fue creado de un proyecto de pasión de un desarrollador en lugar de para competir en el mercado de juegos de aventura. Gry Online sintió que fue un ejemplo más «ligero» del género de los videojuegos de piratas.